# Dr. Horrible's Sing-Along Blog
Dr. Horrible's Sing-Along Blog, er en tragikomisk musical miniserie i 3 akter fra 2008, skrevet af Joss Whedon, hans brødre Zack Whedon og Jed Whedon samt Maurissa Tancharoen. Neil Patrick Harris, Felicia Day og Nathan Fillion spiller hovedrollerne. Serien blev skrevet under en strejke blandt radio, TV og film-forfattere i USA (WGA). Ideen var at skabe et projekt der var relativt småt og billigt, men samtidig var professionelt udført, og dermed vise at de problemer strejken omhandlede kunne undgås. Af samme årsag blev serien produceret til at være frit tilgængelig på nettet (bl.a. Youtube). 
Hovedpersonen Billy (Neil Patrick Harris) har et alter-ego som super-skurk – den onde "dr. Horrible". Men han må balancere sine ambitioner som super-skurk med sine problemer med superhelten Captain Hammer (Nathan Fillion) og deres fælles kærlighedsinteresse Penny (Felicia Day)